# Adam Heymowski
Adam Heymowski (Poznań, 9 februari 1926 - Stockholm, 8 maart 1995) was een Pools-Zweedse wapenkundige, geschiedkundige, bibliothecaris en socioloog.

## Persoonlijk leven
Heymowski was een zoon van de advocaat Stanislaw Heymowski (1900-1969), die tot de Poolse adel, de szlachta, behoorde, en van Anna Chrzanówska (geboren in 1902). In 1945 verhuisde hij naar Zweden, na een verblijf in een Duits concentratiekamp. Hij huwde twee keer. Zijn eerste huwelijk vond plaats in 1949 met de filosofe Carin Leche (geboren in 1928), een dochter van de stadsarchitect Gunnar Leche en van Etienne Malmberg, en zijn tweede huwelijk met de bibliothecaresse Ingeborg Lilliestierna (geboren in 1930), een dochter van de geneesheer Hjalmar Lilliestierna en van Gunnel Engström.

## Carrière
Heymowski publiceerde actief over sociale antropologie, wapenkunde en bibliotheekkunde. Verder redigeerde hij de Zweedse bijdragen aan de International bibliography of historical sciences (1960-1990).

### In het bibliotheekwezen
Heymowski studeerde aan de Universiteit van Uppsala, waar hij in 1955 licentiaat in de filosofie werd en in 1970 tot doctor in de filosofie en docent in de sociale antropologie promoveerde. Intussen was hij in 1957 assistent geworden aan de Koninklijke Bibliotheek in Stockholm, de nationale bibliotheek van Zweden, waar hij in 1966 tot hoofdbibliothecaris benoemd werd. Vervolgens was hij van 1971 tot 1979 directeur van de universiteitsbibliotheek van Stockholm, waarna hij in 1979 slotsbibliothecaris en beheerder werd van de Bernadottebibliotheek, de persoonlijke collectie van de Zweedse koningen. Als bibliotheekexpert vervulde hij vele opdrachten voor de Unesco in Mauretanië, Egypte, Libanon, Algerije, Tunesië en Joegoslavië, evenals voor Danida (Danish International Development Agency) in Kenia.

Het wapen van Lech Wałęsa, ontworpen door Adam Heymowski.

### In de wapenkunde
Hij werd in 1962 secretaris in de heraldische stichting van Arvid Berghman, in 1964 lid van de Académie Internationale d'Héraldique, in 1974 lid van het Svenska nationalkommitté för genealogi och heraldik, in 1976 bestuurslid van de Ointroducerad adels förening, van 1978 tot 1980 lid van het Latinamerikanska institut, in 1980 woordvoerder van het Pools Museum in Rapperswil, in 1981 corresponderend lid van het heraldisch college van de Orde van Malta, in 1983 lid van de Kungliga Samfundet för utgivande av handskrifter rörande Skandinaviens historia, in 1983 lid van de Societé historique et littéraire polonaise te Parijs, in 1984 erelid van de Association internationale de bibliophilie te Parijs en ten slotte in 1991 erelid van de Polskie Towarzystwo Heraldyczne te Warschau. Weymowski is bij het brede publiek vooral bekend als ontwerper van het wapenschild van Lech Wałęsa.

### In de antropologie
Zowel in zijn licentiaatsverhandeling (1955) als in zijn doctoraatsverhandeling (1969) opperde Heymowksi het idee dat de zogenaamde Zweedse tattare, een volk van rondtrekkende handelaars, niet van Roma, maar van Zweedse herkomst zijn.